# Hui-Maschine

Kurze Filmsequenz zu einer Hui-Maschine in Funktion.

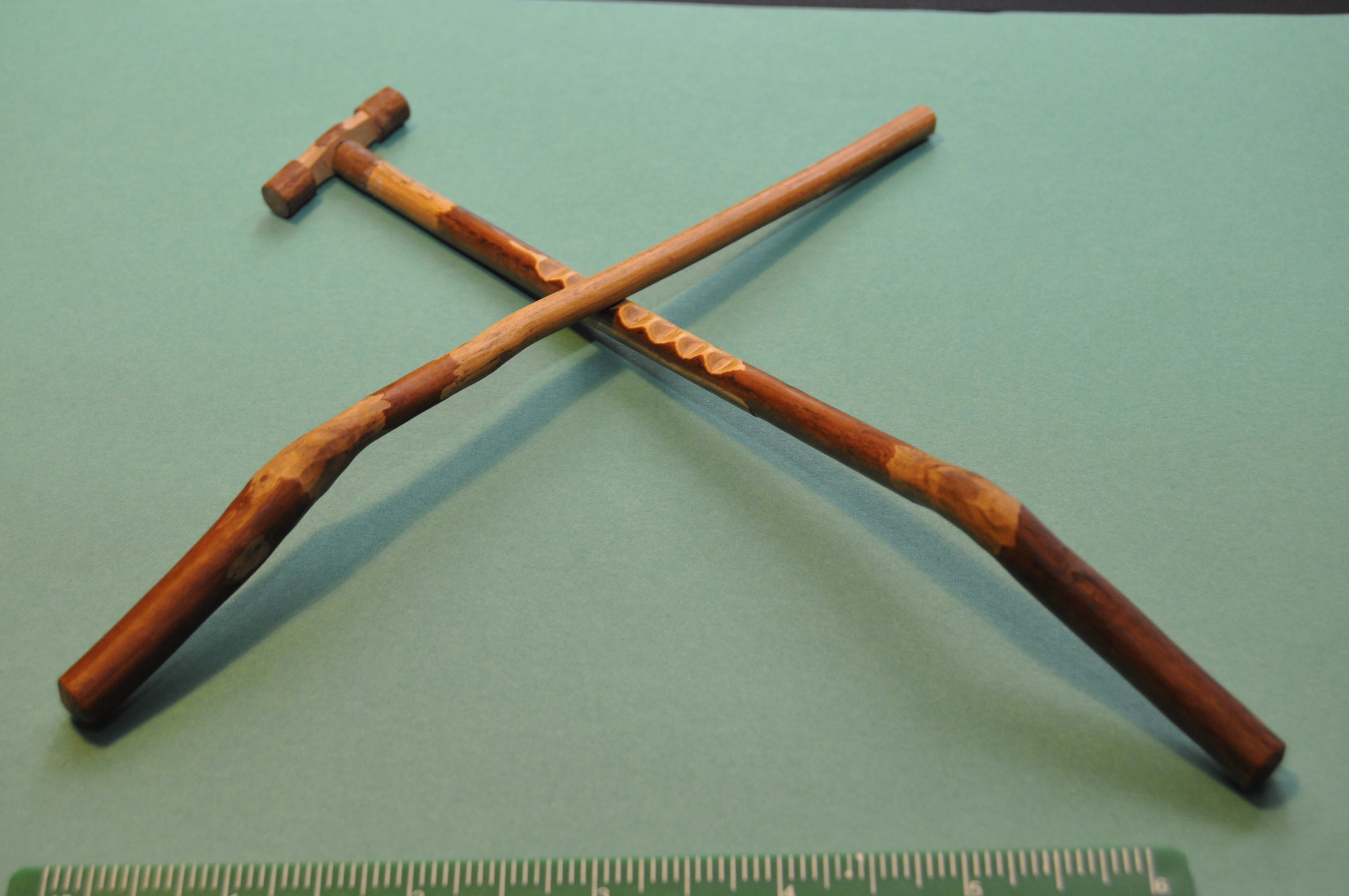
Eine Hui-Maschine.

Eine Hui-Maschine, auch bekannt als Hui-Hui-Maschine, Hui-Rad, Hui-Hui-Rad, Hui-Rädchen, Hui-Hui-Rädchen,
Magische Windmühle, Zauberschrauber oder Zauberpropeller, ist ein einfaches Holzspielzeug, welches aus zwei Holzstäben besteht: Einer ist mehrfach eingekerbt und an einem Ende typischerweise mit einem Nagel versehen, auf dem sich lose ein propellerähnliches Holzteil drehen kann; der andere Holzstab wird vom Spieler über die Kerben gerieben. Dadurch kann ein Spieler, der den Trick der Hui-Maschine kennt, den „Propeller“ kontrolliert in eine rechts- oder linksgerichtete Drehbewegung versetzen.

## Trick
Beim einfachen Reiben der Holzstäbe fängt der Propeller der Hui-Maschine meist gar nicht an sich zu drehen. Denn dafür ist es erforderlich, beim Reiben zusätzlich einen Finger oder den Daumen an dem gekerbten Holzstab entlangzuführen und entweder von schräg oben oder schräg unten Druck auf ihn auszuüben. Da dies für den unwissenden Zuschauer nicht erkennbar ist, kann das Ändern der Drehrichtung von dem Ausruf „Hui“ begleitet werden, der vermeintlich als Zauberformel wirkt. Links- und Rechtsdrehung können auch durch „Hui“ und „Hoi“ angekündigt werden. Dabei wird der Daumen entweder rechts oder links der Kerbung angesetzt.

## Physik
Reines Reiben auf den Riffeln erzeugt eine Schwingung in nur einer Ebene. Damit der Propeller zu einer nennenswerten Drehbewegung angeregt wird, muss die Spitze des geriffelten Stabs ellipsenförmig schwingen. Durch das Anlegen eines Fingers von schräg oben wird die Schwingung zusätzlich phasenverschoben und schräg übertragen. Die Überlagerung führt zu einer elliptischen Schwingung. Wird der Finger von schräg unten angelegt, dreht sich die Phasenlage um und die Ellipse wird in umgekehrter Richtung durchlaufen. Der Propeller dreht dann in die andere Richtung.